# Aire d'attraction de Luxeuil-les-Bains
L'aire d'attraction de Luxeuil-les-Bains est un zonage d'étude défini par l'Insee pour caractériser l’influence de la commune de Luxeuil-les-Bains sur les communes environnantes. Publiée en octobre 2020, elle se substitue à l'aire urbaine de Luxeuil-les-Bains, qui comportait 13 communes dans le zonage de 2010.

### Carte

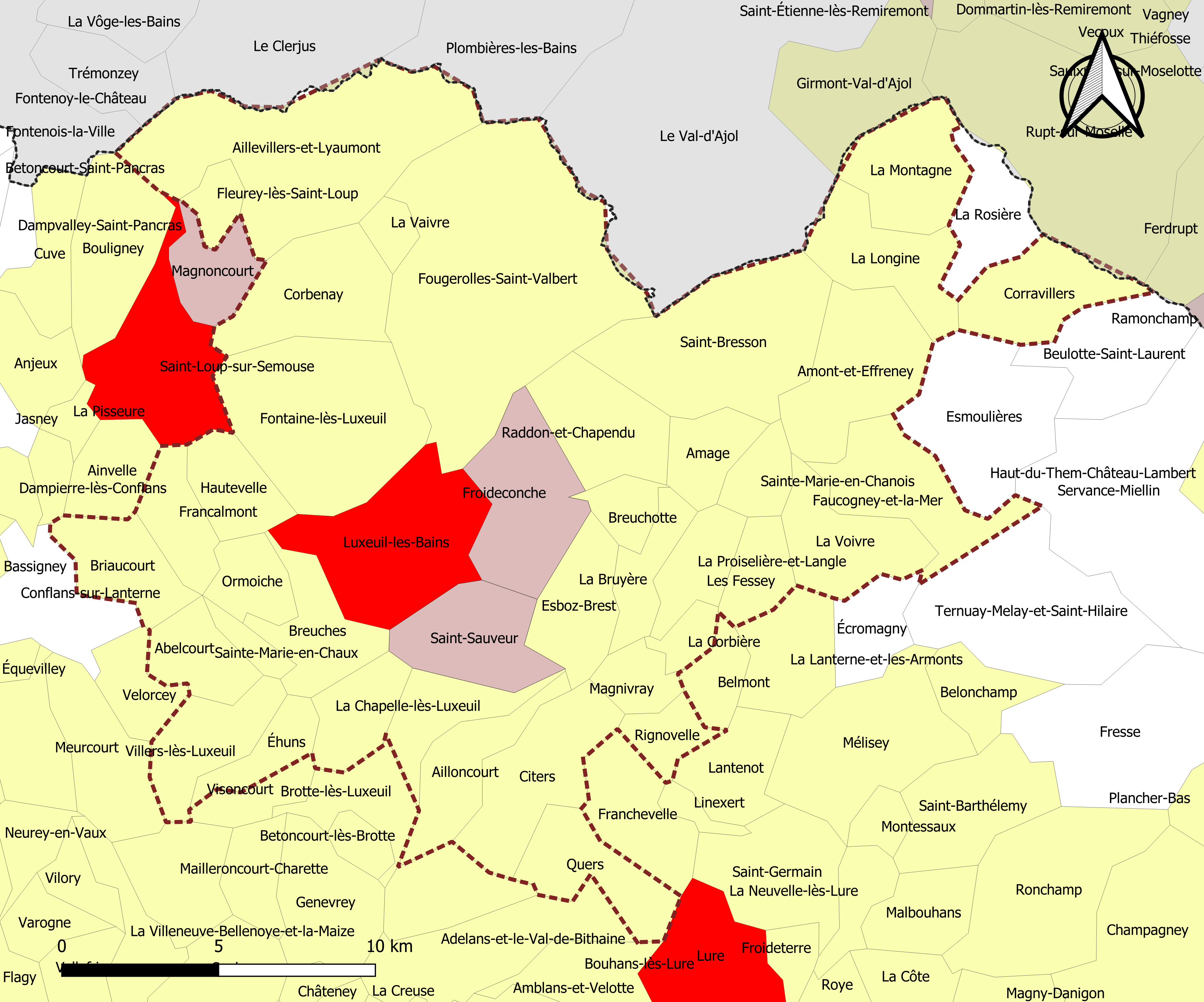
Carte de l'aire d'attraction de Luxeuil-les-Bains.
Commune-centre
Commune du pôle principal
Commune de la couronne

## Définition
L'aire d'attraction d'une ville est composée d’un pôle, défini à partir de critères de population et d’emploi ainsi que d’une couronne constituée des communes dont au moins 15 % des actifs travaillent dans le pôle. Le pôle d’attraction constitue ainsi un point de convergence des déplacements domicile-travail,.

## Géographie
L’aire d'attraction de Luxeuil-les-Bains est une aire intra-départementale qui comporte 41 communes dans la Haute-Saône. 

### Composition communale
| Nom                                | Code Insee | Département | Statut                    | Superficie (km2) | Population (dernière pop. légale) | Densité (hab./km2) | Modifier                                    |
| ---------------------------------- | ---------- | ----------- | ------------------------- | ---------------- | --------------------------------- | ------------------ | ------------------------------------------- |
| Luxeuil-les-Bains (commune-centre) | 70311      | Haute-Saône | commune-centre            | 21,81            | 6 674 (2022)                      | 306                | modifier les données · modifier les données |
| Froideconche                       | 70258      | Haute-Saône | commune du pôle principal | 16,04            | 1 974 (2022)                      | 123                | modifier les données · modifier les données |
| Saint-Sauveur                      | 70473      | Haute-Saône | commune du pôle principal | 12,02            | 1 929 (2022)                      | 160                | modifier les données · modifier les données |
| Abelcourt                          | 70001      | Haute-Saône | commune de la couronne    | 7,46             | 338 (2022)                        | 45                 | modifier les données · modifier les données |
| Aillevillers-et-Lyaumont           | 70006      | Haute-Saône | commune de la couronne    | 36,30            | 1 440 (2022)                      | 40                 | modifier les données · modifier les données |
| Ailloncourt                        | 70007      | Haute-Saône | commune de la couronne    | 9,29             | 306 (2022)                        | 33                 | modifier les données · modifier les données |
| Amage                              | 70011      | Haute-Saône | commune de la couronne    | 6,54             | 305 (2022)                        | 47                 | modifier les données · modifier les données |
| Amont-et-Effreney                  | 70016      | Haute-Saône | commune de la couronne    | 16,83            | 166 (2022)                        | 9,9                | modifier les données · modifier les données |
| Baudoncourt                        | 70055      | Haute-Saône | commune de la couronne    | 7,57             | 484 (2022)                        | 64                 | modifier les données · modifier les données |
| Breuches                           | 70093      | Haute-Saône | commune de la couronne    | 9,12             | 643 (2022)                        | 71                 | modifier les données · modifier les données |
| Breuchotte                         | 70094      | Haute-Saône | commune de la couronne    | 4,37             | 301 (2022)                        | 69                 | modifier les données · modifier les données |
| Briaucourt                         | 70097      | Haute-Saône | commune de la couronne    | 9,83             | 250 (2022)                        | 25                 | modifier les données · modifier les données |
| La Bruyère                         | 70103      | Haute-Saône | commune de la couronne    | 6,32             | 169 (2022)                        | 27                 | modifier les données · modifier les données |
| La Chapelle-lès-Luxeuil            | 70128      | Haute-Saône | commune de la couronne    | 7,69             | 382 (2022)                        | 50                 | modifier les données · modifier les données |
| Citers                             | 70155      | Haute-Saône | commune de la couronne    | 15,17            | 773 (2022)                        | 51                 | modifier les données · modifier les données |
| Corbenay                           | 70171      | Haute-Saône | commune de la couronne    | 15,73            | 1 249 (2022)                      | 79                 | modifier les données · modifier les données |
| La Corbière                        | 70172      | Haute-Saône | commune de la couronne    | 3,15             | 110 (2022)                        | 35                 | modifier les données · modifier les données |
| Corravillers                       | 70176      | Haute-Saône | commune de la couronne    | 11,20            | 164 (2022)                        | 15                 | modifier les données · modifier les données |
| Éhuns                              | 70213      | Haute-Saône | commune de la couronne    | 5,53             | 221 (2022)                        | 40                 | modifier les données · modifier les données |
| Esboz-Brest                        | 70216      | Haute-Saône | commune de la couronne    | 9,69             | 448 (2022)                        | 46                 | modifier les données · modifier les données |
| Faucogney-et-la-Mer                | 70227      | Haute-Saône | commune de la couronne    | 14,14            | 446 (2022)                        | 32                 | modifier les données · modifier les données |
| Les Fessey                         | 70233      | Haute-Saône | commune de la couronne    | 5,54             | 129 (2022)                        | 23                 | modifier les données · modifier les données |
| Fleurey-lès-Saint-Loup             | 70238      | Haute-Saône | commune de la couronne    | 3,54             | 128 (2022)                        | 36                 | modifier les données · modifier les données |
| Fontaine-lès-Luxeuil               | 70240      | Haute-Saône | commune de la couronne    | 27,73            | 1 329 (2022)                      | 48                 | modifier les données · modifier les données |
| Fougerolles-Saint-Valbert          | 70245      | Haute-Saône | commune de la couronne    | 55,02            | 3 777 (2022)                      | 69                 | modifier les données · modifier les données |
| Francalmont                        | 70249      | Haute-Saône | commune de la couronne    | 6,86             | 116 (2022)                        | 17                 | modifier les données · modifier les données |
| Hautevelle                         | 70284      | Haute-Saône | commune de la couronne    | 7,78             | 253 (2022)                        | 33                 | modifier les données · modifier les données |
| La Longine                         | 70308      | Haute-Saône | commune de la couronne    | 12,40            | 196 (2022)                        | 16                 | modifier les données · modifier les données |
| Magnivray                          | 70314      | Haute-Saône | commune de la couronne    | 4,76             | 164 (2022)                        | 34                 | modifier les données · modifier les données |
| La Montagne                        | 70352      | Haute-Saône | commune de la couronne    | 12,61            | 38 (2022)                         | 3,0                | modifier les données · modifier les données |
| Ormoiche                           | 70398      | Haute-Saône | commune de la couronne    | 5,72             | 68 (2022)                         | 12                 | modifier les données · modifier les données |
| La Proiselière-et-Langle           | 70425      | Haute-Saône | commune de la couronne    | 7,06             | 145 (2022)                        | 21                 | modifier les données · modifier les données |
| Quers                              | 70432      | Haute-Saône | commune de la couronne    | 9,93             | 330 (2022)                        | 33                 | modifier les données · modifier les données |
| Raddon-et-Chapendu                 | 70435      | Haute-Saône | commune de la couronne    | 12,50            | 852 (2022)                        | 68                 | modifier les données · modifier les données |
| Rignovelle                         | 70445      | Haute-Saône | commune de la couronne    | 4,37             | 121 (2022)                        | 28                 | modifier les données · modifier les données |
| Saint-Bresson                      | 70460      | Haute-Saône | commune de la couronne    | 26,60            | 420 (2022)                        | 16                 | modifier les données · modifier les données |
| Sainte-Marie-en-Chanois            | 70469      | Haute-Saône | commune de la couronne    | 4,79             | 209 (2022)                        | 44                 | modifier les données · modifier les données |
| Sainte-Marie-en-Chaux              | 70470      | Haute-Saône | commune de la couronne    | 2,43             | 161 (2022)                        | 66                 | modifier les données · modifier les données |
| La Vaivre                          | 70512      | Haute-Saône | commune de la couronne    | 3,04             | 216 (2022)                        | 71                 | modifier les données · modifier les données |
| Villers-lès-Luxeuil                | 70564      | Haute-Saône | commune de la couronne    | 9,10             | 312 (2022)                        | 34                 | modifier les données · modifier les données |
| La Voivre                          | 70573      | Haute-Saône | commune de la couronne    | 11,87            | 109 (2022)                        | 9,2                | modifier les données · modifier les données |

## Démographie
Cette aire est catégorisée dans les aires de moins de 50 000 habitants, une catégorie qui regroupe 12,2 % de la population au niveau national.